# Lijst van voetbalinterlands Jamaica - Saint Kitts en Nevis
Deze lijst van voetbalinterlands is een overzicht van alle officiële voetbalwedstrijden tussen de nationale teams van Jamaica en Saint Kitts en Nevis. De landen speelden tot op heden elf keer tegen elkaar. De eerste ontmoeting, een vriendschappelijke wedstrijd, werd gespeeld in Kingston op 3 juni 1979. Het laatste duel, een groepswedstrijd tijdens de CONCACAF Gold Cup 2023, vond plaats op 2 juli 2023 in Santa Clara (Verenigde Staten).

## Wedstrijden
| №  | Plaats      | Datum            | Competitie                      | Wedstrijd                      | Uitslag |
| -- | ----------- | ---------------- | ------------------------------- | ------------------------------ | ------- |
| 1  | Kingston    | 3 juni 1979      | Vriendschappelijk               | Jamaica − Saint Kitts en Nevis | 2 − 1   |
| 2  | Basseterre  | 17 juni 1979     | Vriendschappelijk               | Saint Kitts en Nevis − Jamaica | 1 − 2   |
| 3  | Kingston    | 19 april 1990    | Caribbean Cup 1990 kwalificatie | Jamaica − Saint Kitts en Nevis | 3 − 0   |
| 4  | Kingston    | 21 mei 1993      | Caribbean Cup 1993              | Jamaica – Saint Kitts en Nevis | 4 – 1   |
| 5  | Basseterre  | 6 mei 1995       | Vriendschappelijk               | Saint Kitts en Nevis − Jamaica | 0 − 3   |
| 6  | Palo Seco   | 26 mei 1996      | Caribbean Cup 1996              | Jamaica − Saint Kitts en Nevis | 4 − 1   |
| 7  | Basseterre  | 29 oktober 1997  | Vriendschappelijk               | Saint Kitts en Nevis − Jamaica | 1 − 1   |
| 8  | Basseterre  | 30 juli 2001     | Vriendschappelijk               | Saint Kitts en Nevis − Jamaica | 0 − 0   |
| 9  | Basseterre  | 16 augustus 2009 | Vriendschappelijk               | Saint Kitts en Nevis − Jamaica | 0 − 1   |
| 10 | Basseterre  | 26 april 2018    | Vriendschappelijk               | Saint Kitts en Nevis − Jamaica | 1 − 3   |
| 11 | Santa Clara | 2 juli 2023      | CONCACAF Gold Cup 2023          | Jamaica − Saint Kitts en Nevis | 5 − 0   |

## Samenvatting
| Competitie                 | Totaal gespeeld | Winst Jamaica | Gelijk | Winst St. Kitts-Nev. | Doelsaldo Jamaica – St. Kitts-Nev. |
| -------------------------- | --------------- | ------------- | ------ | -------------------- | ---------------------------------- |
| CONCACAF Gold Cup          | 1               | 1             | 0      | 0                    | 5 − 0                              |
| Caribbean Cup              | 2               | 2             | 0      | 0                    | 8 − 2                              |
| Caribbean Cup-kwalificatie | 1               | 1             | 0      | 0                    | 3 − 0                              |
| Vriendschappelijk          | 7               | 5             | 2      | 0                    | 12 − 4                             |
| Totaal                     | 11              | 9             | 2      | 0                    | 28 − 6                             |

Wedstrijden bepaald door strafschoppen worden, in lijn met de FIFA, als een gelijkspel gerekend.
JFF · A-internationals · Bondscoaches · Selecties · Statistieken · Jamaicaans vrouwenelftal · Olympisch elftal · Jamaica U21 · Jamaica U19 · Jamaica U17
1920 – 1959 · 
1960 – 1969 · 
1970 – 1979 · 
1980 – 1989 · 
1990 – 1999 · 
2000 – 2009 · 
2010 – 2019 · 
2020 – 2029
Gold Cup 1991 · 
Gold Cup 1993 · 
Gold Cup 1998 · 
Gold Cup 2000 · 
Gold Cup 2003 · 
Gold Cup 2005 · 
Gold Cup 2009 · 
Gold Cup 2011 · 
Gold Cup 2015
Copa América 2015
WK 1998
1925 · 
1926 · 
1927–1929 · 
1930 · 
1931 · 
1932 · 
1933–1934 · 
1935 · 
1936 · 
1937 · 
1938 · 
1939–1946 · 
1947 · 
1948 · 
1949 · 
1950 · 
1951 · 
1952 · 
1953 · 
1954–1956 · 
1957 · 
1958 · 
1959 · 
1960 · 
1961 · 
1962 · 
1963 · 
1964 · 
1965 · 
1966 · 
1967 · 
1968 · 
1969 · 
1970 · 
1971 · 
1972 · 
1973 · 
1974 · 
1975 · 
1976 · 
1977 · 
1978 · 
1979 · 
1980 · 
1981 · 
1982 · 
1983 · 
1984 · 
1985 · 
1986 · 
1987 · 
1988 · 
1989 · 
1990 · 
1991 · 
1992 · 
1993 · 
1994 · 
1995 · 
1996 · 
1997 · 
1998 · 
1999 · 
2000 · 
2001 · 
2002 · 
2003 · 
2004 · 
2005 · 
2006 · 
2007 · 
2008 · 
2009 · 
2010 · 
2011 · 
2012 · 
2013 · 
2014 · 
2015 · 
2016 ·
2017 ·
2018 ·
2019 ·
2020 ·
2021 ·
2022 ·
2023 ·
2024
Amerikaanse Maagdeneilanden ·
Antigua en Barbuda ·
Argentinië ·
Aruba ·
Australië ·
Bahama's ·
Barbados ·
Bermuda ·
Bolivia ·
Brazilië ·
Britse Maagdeneilanden ·
Bulgarije ·
Canada ·
Chili ·
China ·
Colombia ·
Costa Rica ·
Cuba ·
Curaçao ·
Dominica ·
Dominicaanse Republiek ·
Ecuador ·
Egypte ·
El Salvador ·
Engeland ·
Frankrijk ·
Ghana ·
Grenada ·
Guatemala ·
Guyana ·
Haïti ·
Honduras ·
Ierland ·
India ·
Indonesië ·
Iran ·
Japan ·
Jordanië ·
Kaaimaneilanden ·
Kameroen ·
Kroatië ·
Maleisië ·
Marokko ·
Mexico ·
Nederlandse Antillen ·
Nicaragua ·
Nieuw-Zeeland ·
Nigeria ·
Noord-Macedonië ·
Noorwegen ·
Panama ·
Paraguay ·
Peru ·
Puerto Rico ·
Qatar ·
Saint Kitts en Nevis ·
Saint Lucia ·
Saint Vincent en de Grenadines ·
Saoedi-Arabië ·
Servië ·
Suriname ·
Trinidad en Tobago ·
Uruguay ·
Venezuela ·
Verenigde Staten ·
Vietnam ·
Wales ·
Zambia ·
Zuid-Afrika ·
Zuid-Korea ·
Zweden ·
Zwitserland
SKNFA · A-internationals · Vrouwenelftal van Saint Kitts en Nevis
1979 – 1989 · 
1990 – 1999 · 
2000 – 2009 · 
2010 – 2019 ·
2020 − 2029
Amerikaanse Maagdeneilanden ·
Andorra ·
Anguilla ·
Antigua en Barbuda ·
Armenië ·
Aruba ·
Bahama's ·
Barbados ·
Belize ·
Bermuda ·
Britse Maagdeneilanden ·
Canada ·
Costa Rica ·
Cuba ·
Curaçao ·
Dominica ·
Dominicaanse Republiek ·
El Salvador ·
Estland ·
Georgië ·
Grenada ·
Guyana ·
Haïti ·
India ·
Jamaica ·
Kaaimaneilanden ·
Mauritius ·
Mexico ·
Montserrat ·
Nicaragua ·
Noord-Ierland ·
Puerto Rico ·
Saint Lucia ·
Saint Vincent en de Grenadines ·
San Marino ·
Suriname ·
Taiwan ·
Trinidad en Tobago ·
Turks- en Caicoseilanden ·
Verenigde Staten